# 超人 (1978年電影)
《超人》是一部於1978年上映的超級英雄電影，劇情改編自DC漫畫旗下的超級英雄角色超人，本片由李察·唐納執導，並由克里斯多福·李維、馬戈迪·基德爾、馬龍·白蘭度和金·哈克曼主演。描述超人的背景和他長大後的事業、與露易絲·蓮恩（Lois Lane）的感情生活及與敵人雷克斯·路德（Lex Luthor）的爭鬥。
本片不但贏得當年土星獎的最佳科幻電影，亦入圍當屆奧斯卡金像獎3個獎項，最後因出眾的視覺效果獲特別成就獎。

## 劇情
氪星即將毀滅，為了保住血脈，科學家喬艾爾（馬龍·白蘭度飾）將自己的兒子送往地球，這個外表與一般人無異的小男嬰被一對老夫妻收養，並取名為克拉克·肯特（克里斯多福·李維飾），長大成人的他不但能在天空飛翔而且有著巨大的力量，眼睛的雷射光還可以穿透一切，甚至完全不需要借助道具或武器來戰鬥。
克拉克長大後來到大都會，在《星球日報》擔任一名小記者，並常常運用自己的超能力，以一身紅藍服裝與披風到處打擊犯罪，但他的行為引來了一名邪惡的科學家雷克斯·路瑟（金·哈克曼飾）的注意，超人是否能阻止路瑟的陰謀，保護這座城市與他心愛的人?

## 演員
| 演員                                                   | 角色                            | 介紹 |
| ------------------------------------------------------ | ------------------------------- | --- |
| 李·奎格利（婴儿） 艾伦·斯莫林斯基（3岁） 基斯杜化·李夫 | 克拉克·肯特（Clark Kent）／超人 | 本名卡-艾爾，在克利普頓星出生，卻在地球長大，改名克勒·肯特。其後在大都會市（Metropolis）的報紙《星球日報》（The Daily Planet）當記者。 |
| 馬戈迪·基德爾                                          | 露薏絲·蓮恩                     | 《星球日報》的其中一名記者，克拉克·肯特的同事和暗戀對象；很喜歡超人而不太理會克拉克·肯特。                                             |
| 馬龍·白蘭度                                            | 祖-艾爾（Jor-El）               | 氪星（Krypton）科學家，超人／卡-艾爾（Kal-El）的生父；雖判斷出克利普頓星將會爆炸，但議會卻不聽，最後成功把獨子送離克利普頓星。         |
| 蘇珊娜·玉                                              | 拉垃（Lara）                    | 卡-艾爾的生母；雖同意丈夫把卡-艾爾送離克利普頓星，卻很擔心還在襁褓中的兒子獨自往陌生的星球會發生事故                                   |
| 泰倫斯·史丹普                                          | 薩德將軍                        | 克利普頓星三惡的頭目，被關入Phantom Zone時曾立下誓言會報復喬艾爾。                                                                     |
| 莎拉·道格拉斯                                          | 爾莎（Ursa）                    | 克利普頓星三惡之一，被關入Phantom Zone，薩德將軍的副手及情人。                                                                         |
| 傑克·奧哈洛蘭                                          | 諾（Non）                       | 克利普頓星三惡之一，被關入Phantom Zone。                                                                                               |
| 特雷弗·霍華德                                          | 第一長老                        | 克利普頓星議會的議長，並不相信祖-艾爾有關星球會爆炸的理論。                                                                            |
| 哈利·安德魯斯                                          | 第二長老                        | 克利普頓星議員 |
| 瑪麗亞·雪兒                                            | Vond-Ah                         | 克利普頓星的科學家，並不贊同喬艾爾的理論。                                                                                             |
| 格倫·福特                                              | Jonathan Kent                   | 農夫，克拉克·肯特在地球的養父，有心臟病。                                                                                              |
| 菲利斯·瑟斯特                                          | Martha Kent                     | 克拉克·肯特在地球的養母。 |
| 傑基·庫珀                                              | 派瑞·懷特                       | 《星球日報》主編，克拉克·肯特的上司。                                                                                                  |
| 馬爾克·麥克盧爾                                        | 吉米·奧爾森                     | 《星球日報》的青少年攝影師。 |
| 真·赫曼                                                | 雷克斯·路瑟                     | 邪惡的科學天才，超人的死對頭。 |
| 內德·比提                                              | 奧提斯                          | 雷克斯·路瑟的手下。 |
| 薇樂莉·珀賴因                                          | 瑪查小姐（Eve Teschmacher）     | 雷克斯·路德的女友。 |
| 傑夫·伊斯特                                            | 少年時期的克拉克·肯特           | |

在1948年電視劇及原子人大戰超人中扮演超人及露薏絲·蓮恩的演員寇克·艾林及諾伊爾·尼伊爾亦在此片中客串露意絲·蓮恩的父母。

## 評價
爛番茄根據72條評論，本片獲得94%的新鮮度，平均得分8.1/10，觀眾投票獲得86%的分數，平均得分為4.1／5。在Metacritic上，電影獲得81分。

## 影響
本片當時在美國掀起了另一浪的科幻片熱潮，更開拓了超級英雄電影這種電影類型。由約翰·威廉斯所創作主題曲〈超人進行曲〉（Superman March）在當時膾炙人口，因而成為超人的形象曲；飾演超人的克里斯托弗·里夫也因此聲名大噪，被視為超人的化身。

## 外部連結
- 電影網站
- 超人
- 《超人》30週年，在CapedWonder.com上
- 互联网电影数据库（IMDb）上《超人》的资料（英文）
- AllMovie上《超人》的资料（英文）
- 爛番茄上《超人》的資料（英文）
- Box Office Mojo上《超人》的資料（英文）
- Metacritic上《超人》的資料（英文）
- 開眼電影網上《超人》的資料（繁體中文）
- 豆瓣电影上《超人》的資料 （简体中文）
- 时光网上《超人》的資料（简体中文）

| 奖项与成就  | 奖项与成就              | 奖项与成就      |
| ----------- | ----------------------- | --------------- |
| 前任： 《》 | 土星獎最佳科幻電影 1978 | 繼任： 《異形》 |